# Josiah Gordon Scurlock

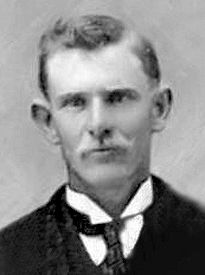
Josiah Gordon Scurlock

Josiah Gordon „Doc“ Scurlock (* 11. Januar 1849 in Tallapoosa County, Alabama; † 25. Juli 1929 in Eastland, Texas) war ein Cowboy und Revolverheld im Amerikanischen Westen in der zweiten Hälfte des 19. Jahrhunderts. Der Spitzname „Doc“ resultierte aus dem vermutlichen Umstand, dass er zeitweise in New Orleans Medizin studiert hatte.
Scurlock gehörte während des Lincoln-County-Rinderkriegs neben Billy the Kid, Charlie Bowdre, Jose Chavez y Chavez und anderen Revolverhelden zur Gruppe der „Regulatoren“. Später distanzierte er sich von seinem bisherigen Lebenswandel, verließ New Mexico und ließ sich in Texas nieder, wo er 1929 in gesetztem Alter starb.
In den Filmen Young Guns (1988) und Blaze of Glory – Flammender Ruhm (1990) wurde er von Kiefer Sutherland verkörpert.